# Monte Zuqualla
Monte Zuqualla es un volcán extinto en la región de Oromia, en el país africano de Etiopía. Situado en la zona de Misraq Shewa (este), se eleva desde la llanura a 30 kilómetros al sur de Debre Zeyit. Con una altura de 2989 metros de altura, es conocida por el lago que existe en su cráter, llamado lago Dembel, con un cráter elíptico con un diámetro máximo de aproximadamente un kilómetro, pero el sendero que rodea el cráter es de aproximadamente 6 kilómetros de longitud.